# 総合芸能センターキャッチ
総合芸能センターキャッチ（そうごうげいのうセンターキャッチ）は大阪府柏原市に本社を置く俳優・女優・子役・タレント・ミュージシャン養成所、芸能プロダクション業務。

## 沿革
2003年　代表者で俳優の川上哲が恩師であった藤田まことを顧問に迎え、少人数制・本格育成を基本理念に創立。（有）アクタ－ズハウスと業務提携。
創立当初より演技・日舞・殺陣・ダンス等現役プレイヤーによる実践的で細やかな指導によって育成した人材を芸能界との太いパイプを活かし活かしTV・映画界に多く輩出している。

2022年　新規の音楽事業に対応するべく従来のスタジオに防音設備を施しドラム各アンプ・マイク・ミキサー・スピーカー・ピアノ等を常設。
2023年　音学部門　キャッチミュージックを併設。
音楽部門にも進出し著名なミュージシャンを講師に迎えミュージシャン育成にも力を注ぎアイドルユニット「てぃーぱーてぃー」「VIVI」「アヤカ」らをデビューへと導く。

## 所属俳優・タレント
- 川上 哲
- 松本 綾花
- 津川 マミ
- 請園 裕太
- 吉村 幸真
- 藤沢 翔
- 小林 百合
- 小川 ユウカ
- 竹村 颯華
- 西村 侑馬
- 久保 憲生
- 松見 奏美
- 宮庄 さくら
- 橋本すみれ
- 相紗和 みり